# Orestes
Pour le footballeur brésilien, voir Orestes (football).
La ville d’Orestes est située dans le comté de Madison, dans l’État de l’Indiana, aux États-Unis. Sa population s’élevait à 414 habitants lors du recensement de 2010, estimée à 410 habitants en 2016.

## Histoire
Orestes a été fondée en 1876 quand le chemin de fer a été prolongé jusqu’à cet endroit. Orestes a été incorporée en tant que town en 1894.
Orestes était un petit village du nom de Lowrys Switch quand les autorités locales ont décidé de changer le nom et demandé des suggestions aux habitants. Nathan McMahan a proposé le prénom de son fils, ce qui fut accepté.

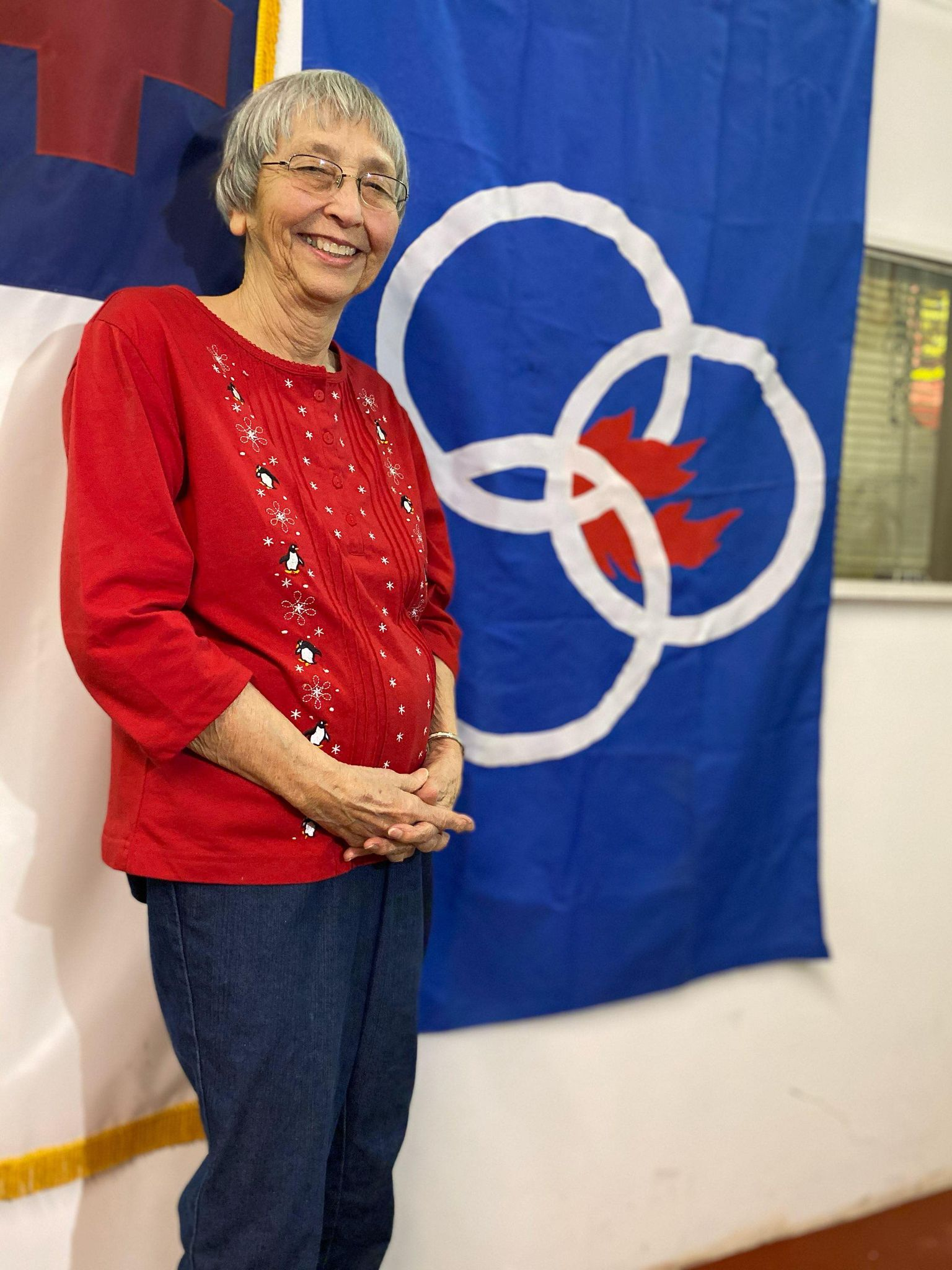
Voici Mme Carolyn Shettle debout à côté de son drapeau qu'elle a créé pour la ville d'Orestes!

## Source
- (en) Cet article est partiellement ou en totalité issu de l’article de Wikipédia en anglais intitulé « Orestes, Indiana » (voir la liste des auteurs).

1. ↑  (en) Forkner, John La Rue, History of Madison County, Indiana: A Narrative Account of Its Historical Progress, Its People and Its Principal Interests, Volume 1, Lewis Publishing Company, 1914, 132 p. (lire en ligne).
2. ↑  (en) Forkner, John La Rue et Dyson, Byron H., Historical Sketches and Reminiscences of Madison County, Indiana, Wilson, Humprheys & Co., 1897, 844 p. (lire en ligne).
3. ↑  (en) « Population and Housing Unit Estimates » (consulté le 9 juin 2017)
4. ↑  (en) « Census of Population and Housing » [archive du 26 avril 2015], Census.gov (consulté le 4 juin 2015)